# Germignaga
Germignaga is een gemeente in de Italiaanse provincie Varese (regio Lombardije) en telt 3721 inwoners (31-12-2004). De oppervlakte bedraagt 6,2 km², de bevolkingsdichtheid is 599 inwoners per km².
De volgende frazioni maken deel uit van de gemeente: Ronchetto, Ronchi, Fornace, Casa Moro, Mirandola Nuova.

## Demografie
Germignaga telt ongeveer 1626 huishoudens. Het aantal inwoners steeg in de periode 1991-2001 met 7,2% volgens cijfers uit de tienjaarlijkse volkstellingen van ISTAT.
| Jaar | Inwoneraantal |
| ---- | ------------- |
| 1991 | 3356          |
| 2001 | 3596          |

## Geboren in Germignaga
- Pier Giacomo Pisoni (1928-1991), historicus, paleograaf en een archivaris

## Geografie
De gemeente ligt op ongeveer 204 m boven zeeniveau.
Germignaga grenst aan de volgende gemeenten: Brezzo di Bedero, Brissago-Valtravaglia, Cannero Riviera (VB), Luino, Montegrino Valtravaglia.

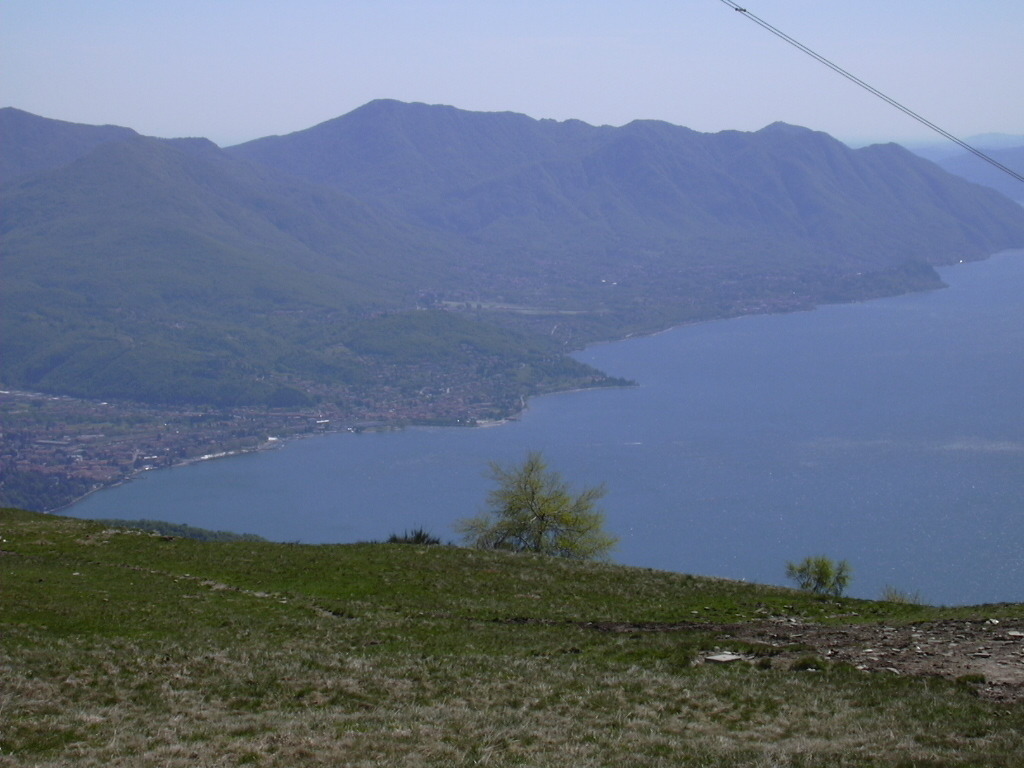
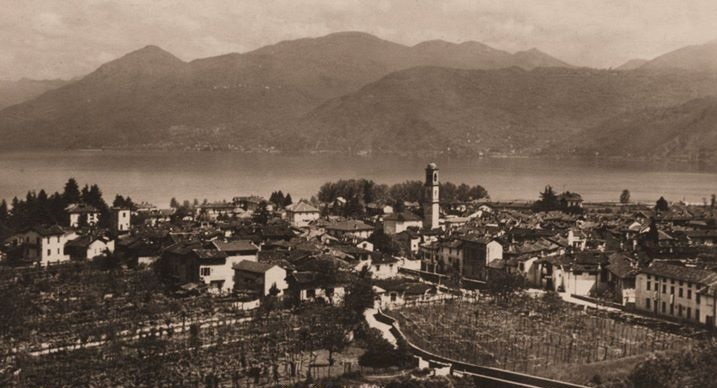